# Dry stout
Dry stout ou Irish stout   (em Irlandês, leann dubh, "cerveja preta") é um estilo de cerveja bem escura e que muitas vezes tem um sabor "torrado" ou semelhante a café. Enquanto a maior parte das versões comerciais depende primariamente de cevada torrada como grão escuro, outras usam malte chocolate, malte black ou combinações dos três..
O exemplo mais famoso é a Guinness seguida pela Murphy's e a Beamish . Existe também uma quantidade de cervejarias artesanais que produzem stout. O conteúdo alcoólico e a sensação "seca" (pouco açúcar) de uma stout são ambas caracterizadas como leve, embora varie de país para país. A secura provém do uso da cevada torrada não maltada.

## História

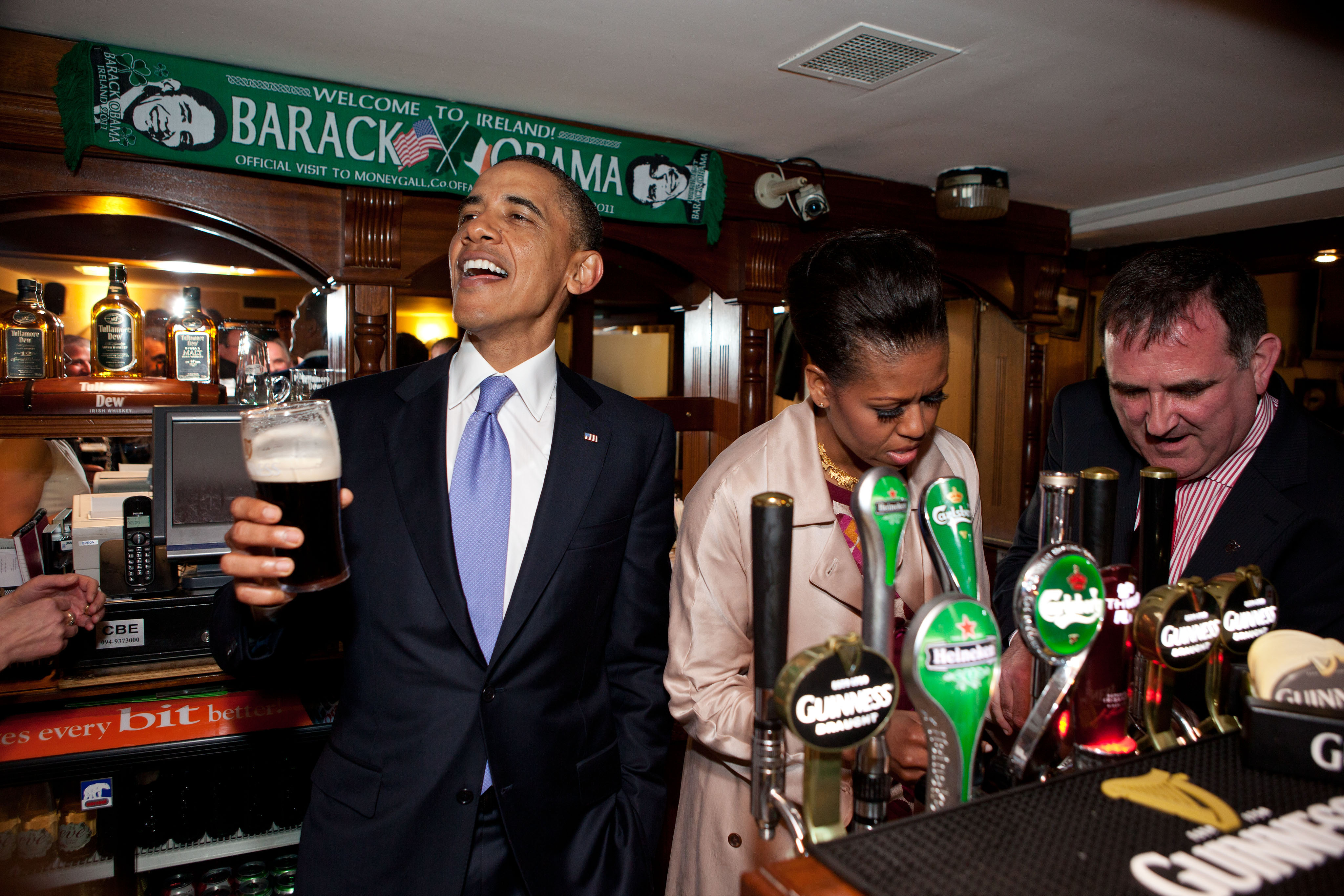
Presidente Barack Obama com um pint de stout.

A dry stout tem sua origem de tentativas de se aproveitar do sucesso das London Porters. Originalmente possuía mais corpo (sensação de viscosidade), era cremosa e forte ("stout"). Stout era tradicionalmente o termo genérico para Porters mais fortes, geralmente de 7% ou 8% produzida por uma cervejaria. 
Cervejarias que produziam uma Porter ou uma Stout, tinham a Stout como a cerveja mais forte (originalmente chamada de "Stout Porter"). Atualmente não são mais fortes que Porters.
Exemplos do estilo: Guinness Draught Stout, Murphy's Stout, Beamish Stout, O’Hara’s Celtic Stout, Russian River O.V.L. Stout, Three Floyd’s Black Sun Stout, Dorothy Goodbody’s Wholesome Stout, Orkney Dragonhead Stout, Old Dominion Stout, Goose Island Dublin Stout, Brooklyn Dry Stout.